# Lepanthes pariaensis
Lepanthes pariaensis är en orkidéart som beskrevs av Ernesto Foldats. Lepanthes pariaensis ingår i släktet Lepanthes och familjen orkidéer. Inga underarter finns listade i Catalogue of Life.